# Hyttebo
Hyttebo är en bebyggelse i tätorten Färila, i Färila socken, Ljusdals kommun, Hälsingland. 
Byn Hyttebo har månghundraåriga anor, och ligger insprängd i en dalgång, inte långt från älven Ljusnan. I själva dalgången flyter ån Svartån fram.
Hyttebo kännetecknas av en förvånansvärt öppen terräng (i jämförelse med omgivande skogar), samt många väl bevarade hälsingegårdar.
I byn har de flesta hus ett så kallat gårdsnamn. Exempel är "Lass-Månns", eller "Uppstugan".
I Hyttebo lever omkring 100 invånare. De flesta är verksamma inom skogs- jordbruk samt inom den närliggande skogs- och verkstadsindsutrin.